# Журавники (Луцький район)
Жура́вники (давніше — Дружкопіль, пол. Druszkopol) — село в Україні, у Луцькому районі Волинської області. Входить до складу Горохівської міської громади. Населення становить 845 осіб.
Розташоване на автомагістралі Львів — Луцьк.

## Географія
Селом протікає річка Липа. На південь від села розташоване заповідне урочище «Красна Гора».

## Історія

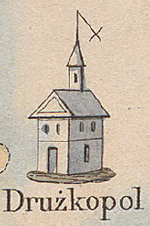
Дружкопіль на мапі Зигмунда Герстмана

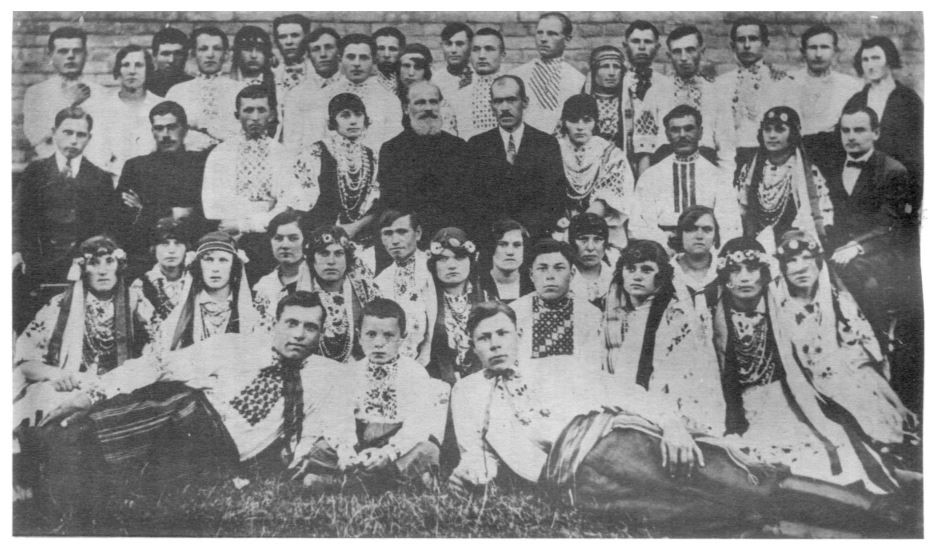
Церковний і свіцький хор в містечку Дружкопіль (тепер село Журавники) під керівництвом диригента В. Іщука. 1920-ті роки.

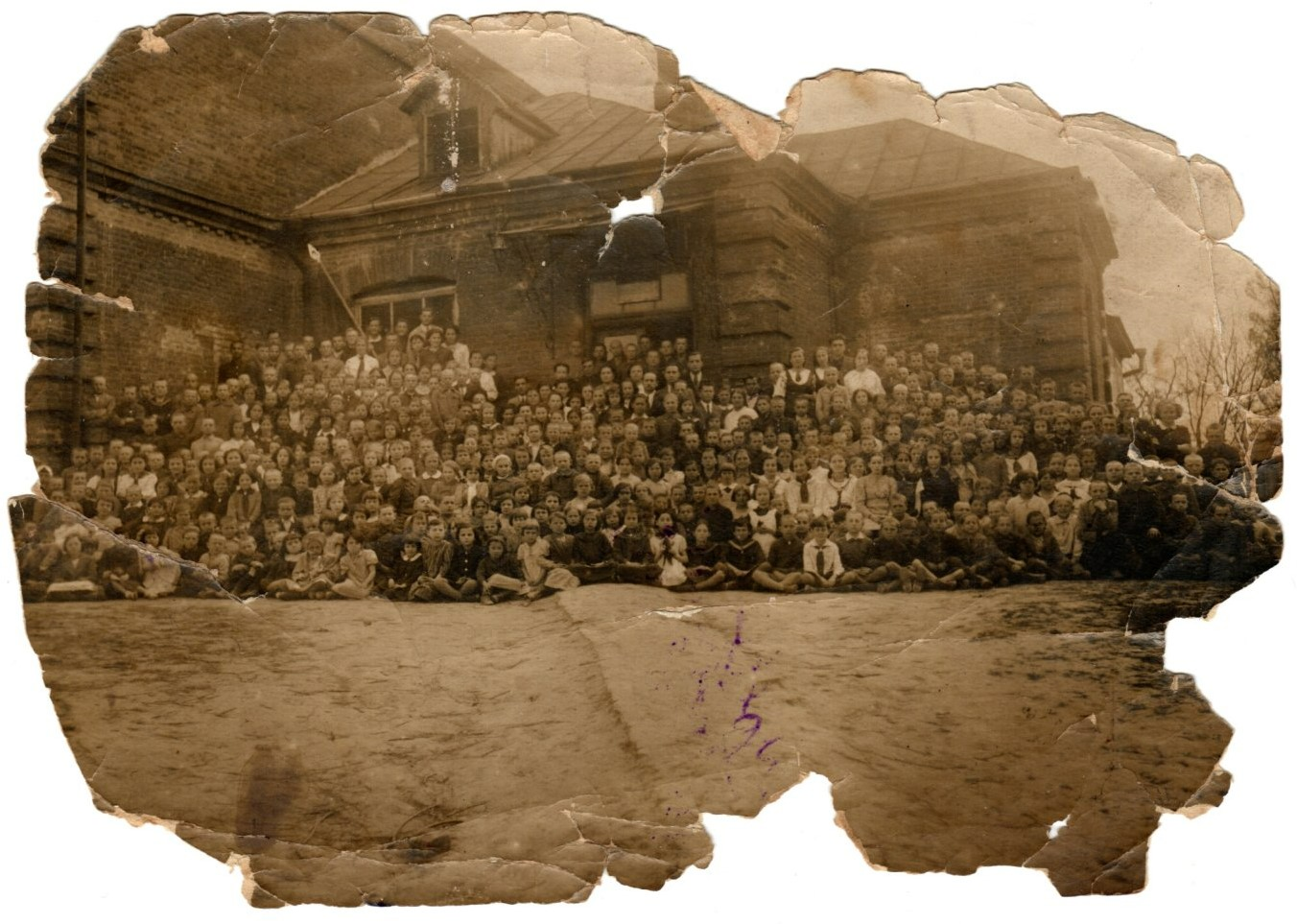
Учні перед школою в селі Журавники (Дружкопіль). 1938 рік.

Село раніше було містечком і мало назву Дружкопіль. За привілеєм короля Яна ІІІ Собєського від 23 березня 1684 р. Дружкопіль користувався магдебурзьким правом.

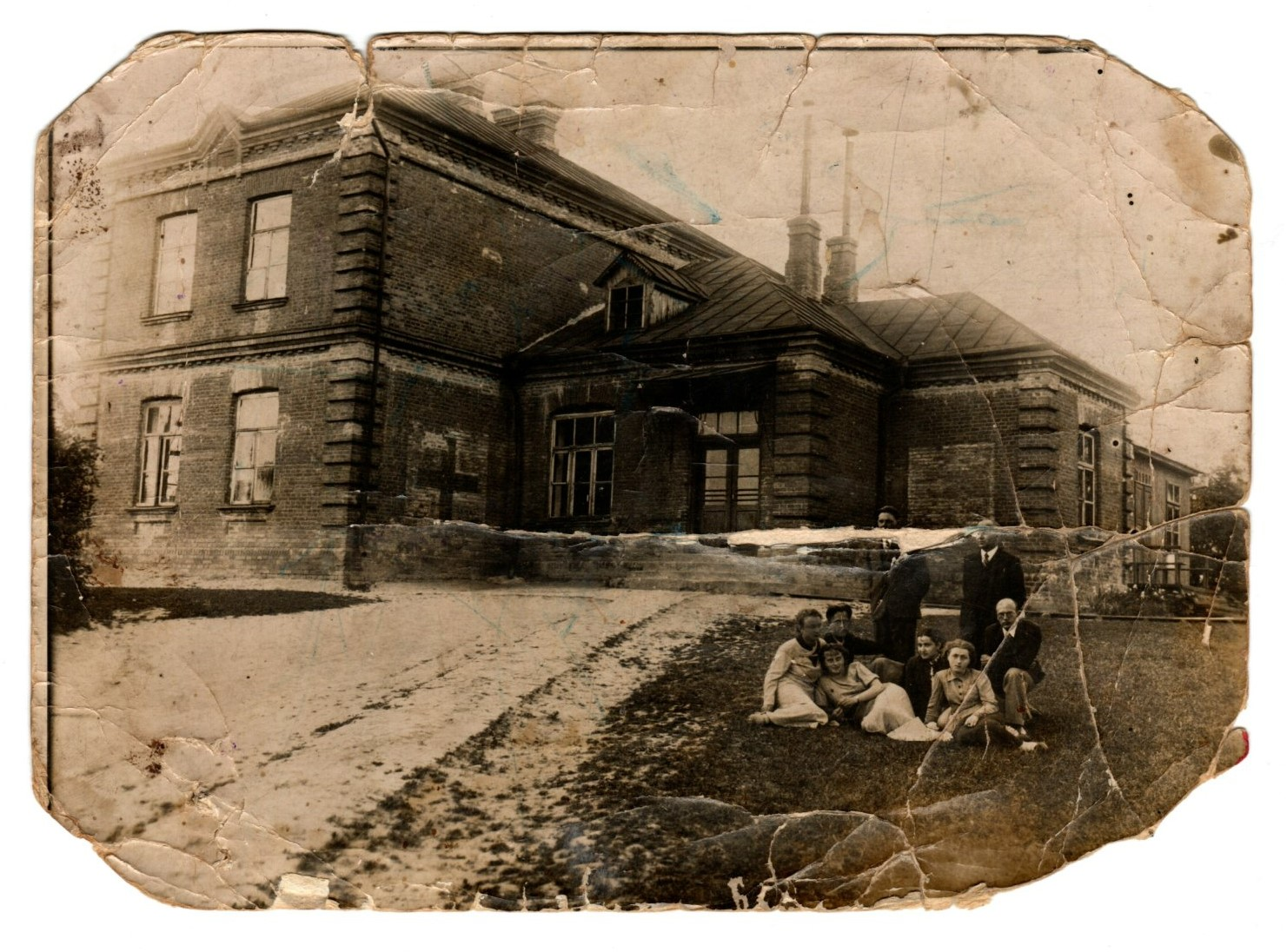
Вчителі перед школою в селі Журавники (Дружкопіль). 1938 рік.

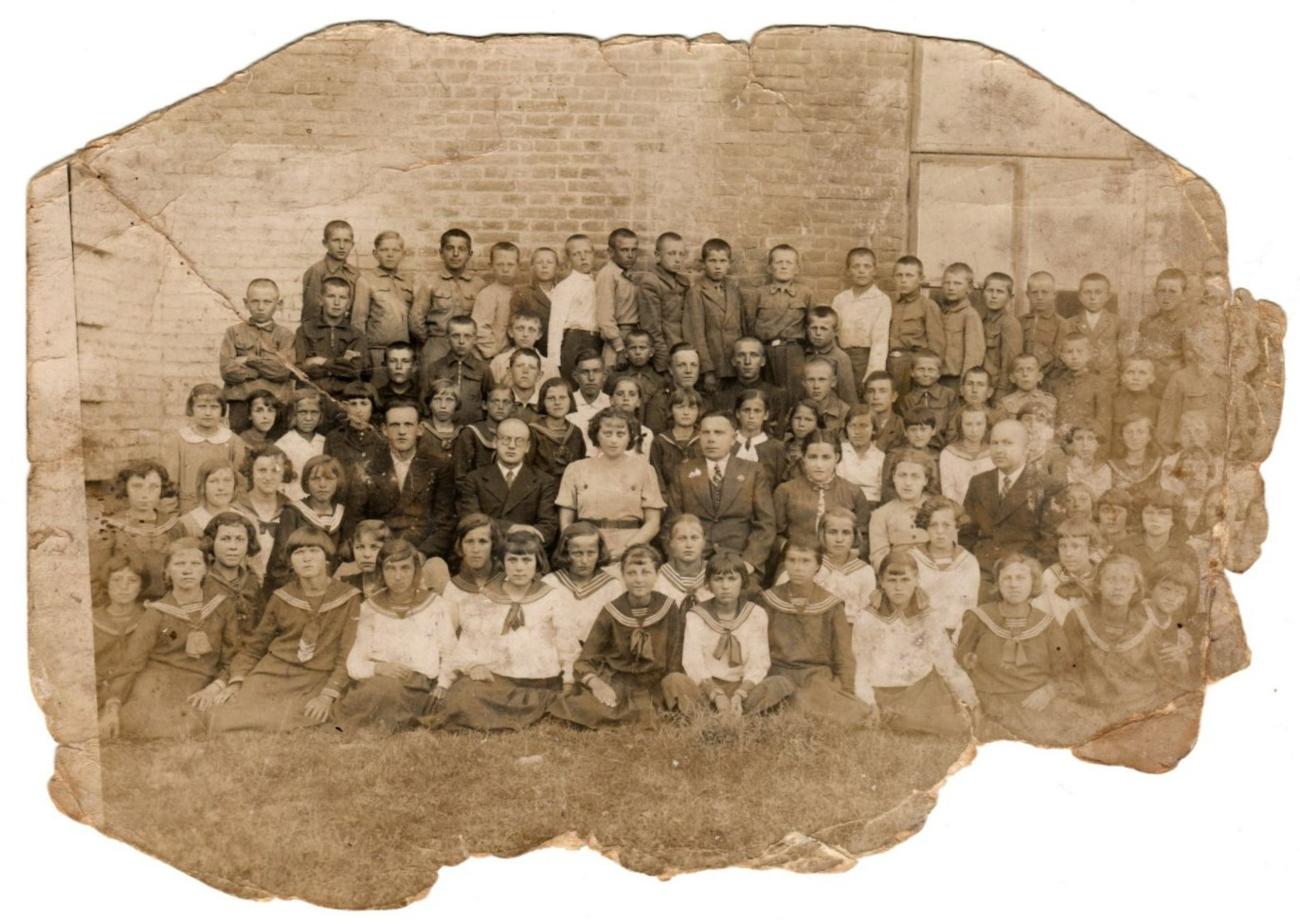
Учні перед школою в селі Журавники (Дружкопіль). 1930-ті. У першому рядку зверху, стоять зліва 10-й Василь Босий, 11-й Федір Яворський.

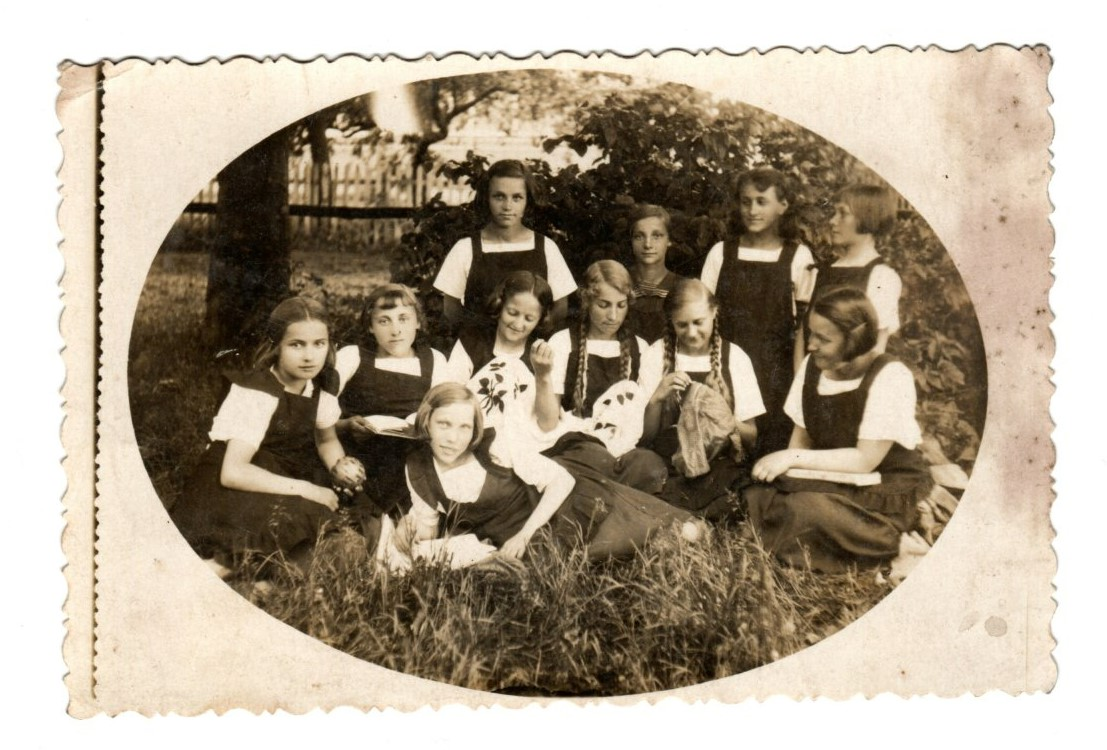
Учениці в селі Журавники (Дружкопіль). 1938 рік. Посередині сидить Зінаїда Лещук (Яворська) в майбутньому була вчителькою в селі 34 роки.

Дружина місцевого дідича Івана (Яна) Журавницького — Олена Копоть-Журавницька (1525-?) вважається зачинателькою української жіночої поезії.
У 1906 році село Бранської волості Володимир-Волинського повіту Волинської губернії. Відстань від повітового міста 60 верст, від волості 4. Дворів 134, мешканців 1278.
З 1917 по 1921 рік село перебувало в складі Української Народної Республіки. На 1928 рік у селі діяло товариство "Просвіта" яке налічувало від 200-250 чоловік.
12 червня 2020 року, відповідно до розпорядження Кабінету Міністрів України № 708-р «Про визначення адміністративних центрів та затвердження територій територіальних громад Волинської області», село увійшло у склад Горохівської міської громади.
19 липня 2020 року, в результаті адміністративно-територіальної реформи та ліквідації Горохівського району, село увійшло до складу новоутвореного Луцького району.

## Населення
Згідно з переписом УРСР 1989 року чисельність наявного населення села становила 861 особа, з яких 424 чоловіки та 437 жінок.
За переписом населення України 2001 року в селі мешкало 836 осіб.

### Мова
Розподіл населення за рідною мовою за даними перепису 2001 року:
| Мова       | Відсоток |
| ---------- | -------- |
| українська | 98,69 %  |
| вірменська | 0,71 %   |
| молдовська | 0,36 %   |
| гагаузька  | 0,12 %   |
| російська  | 0,12 %   |

## Релігія

### Дмитрівський храм
Найзначнішою спорудою в селі Журавниках є церква святого великомученика Димитрія Солунського. Храм збудовано 1905 року на кошти місцевого землевласника — італійського графа Рафаїла де Боссаліні та його дружини Катерини. Граф перебував на службі в російського царя і похований у каплиці сусіднього села Брани.
У 2005 році місцева громада відзначила 100-ліття храму.

## Відомі люди
- Грушецький Іван — поручик Армії УНР, учасник бою під Крутами в складі старшого курсу 1-ї Української військової школи ім. Б. Хмельницького. Старшина Спільної юнацької школи.
- Марко Журавницький, тут жив і працював[джерело?].

## Світлини

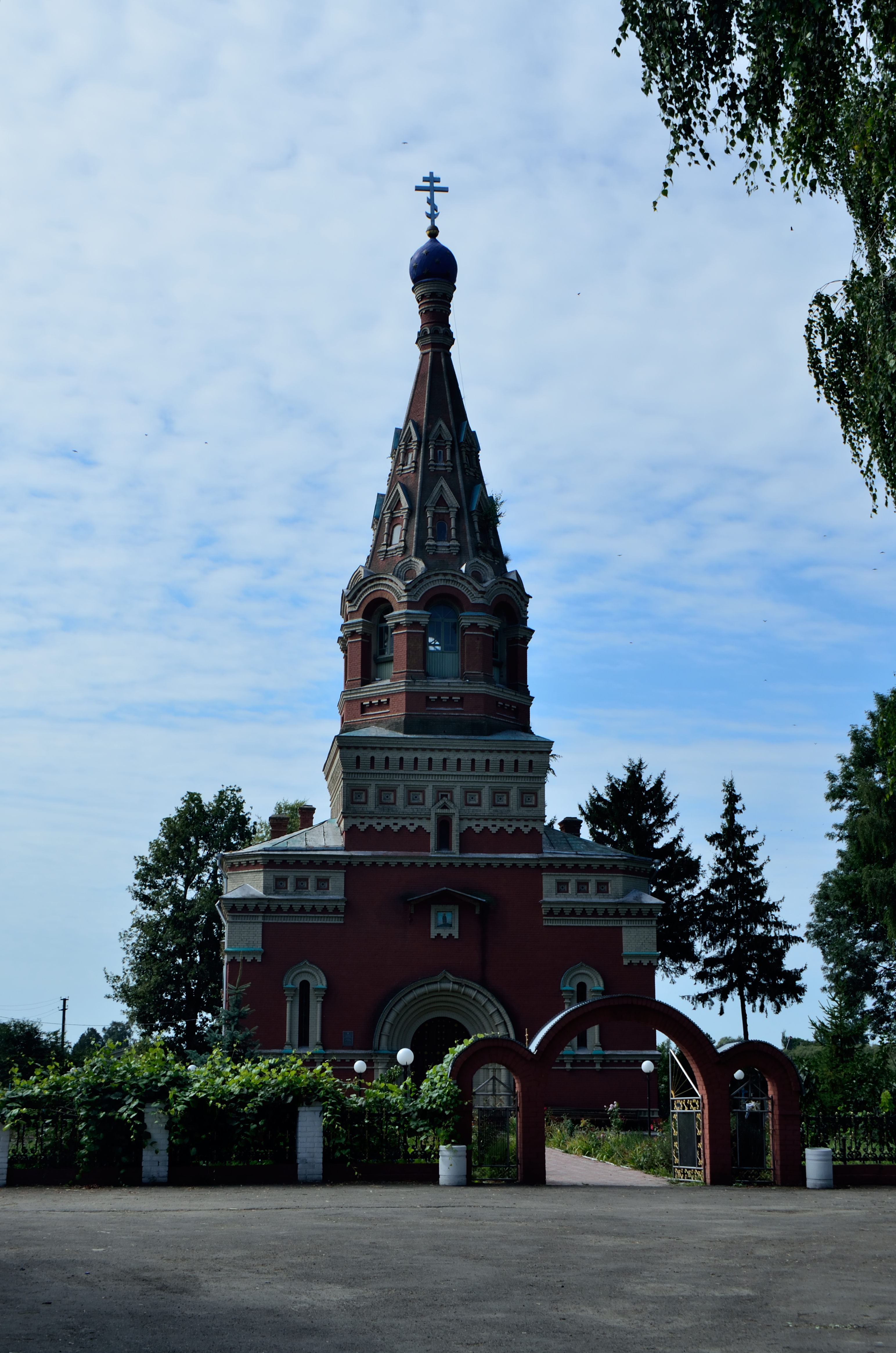
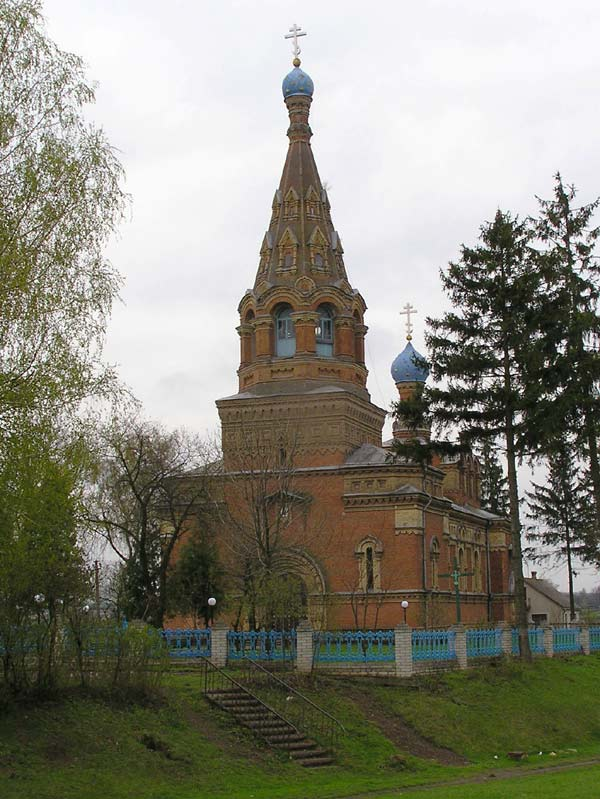
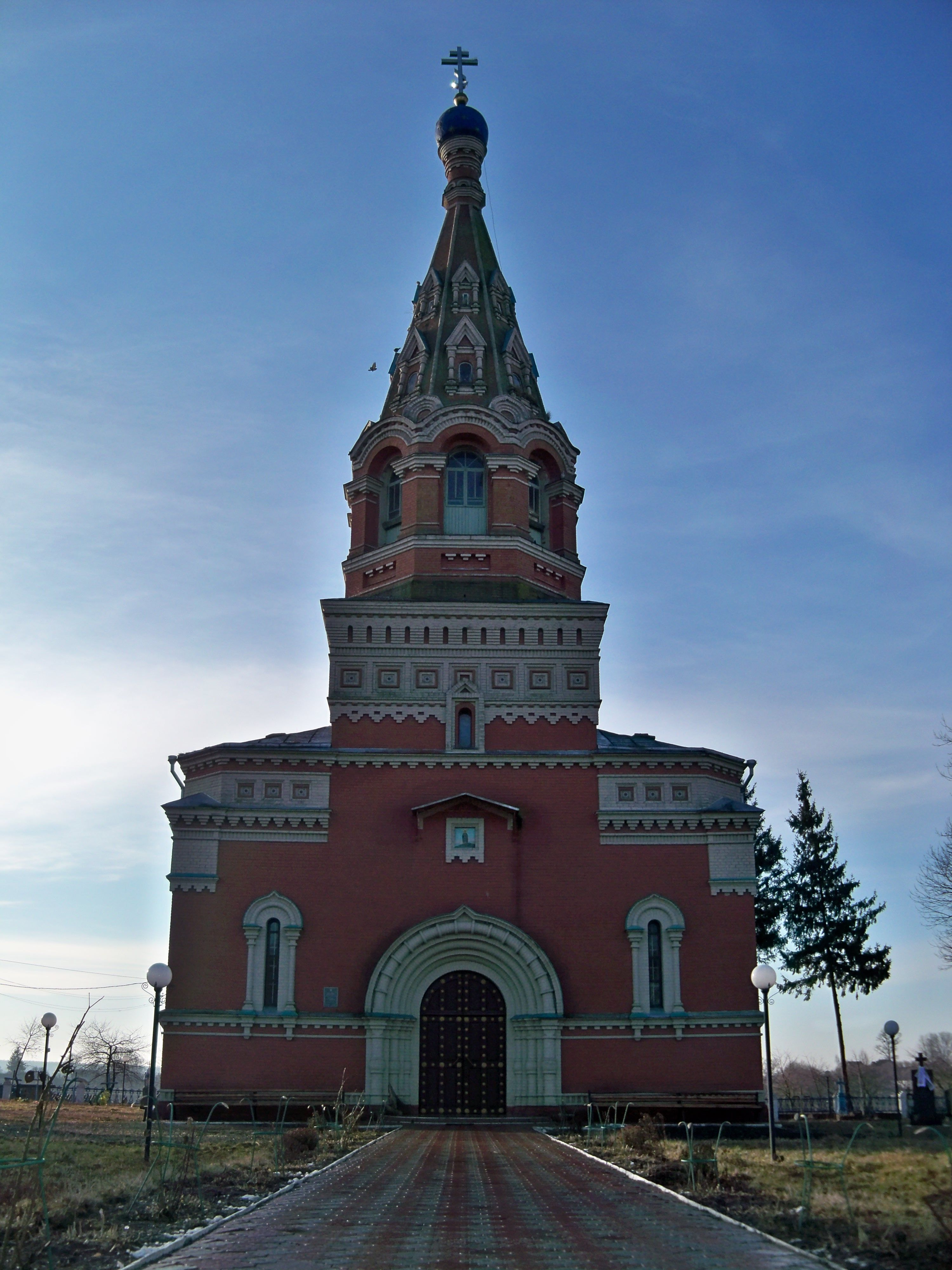
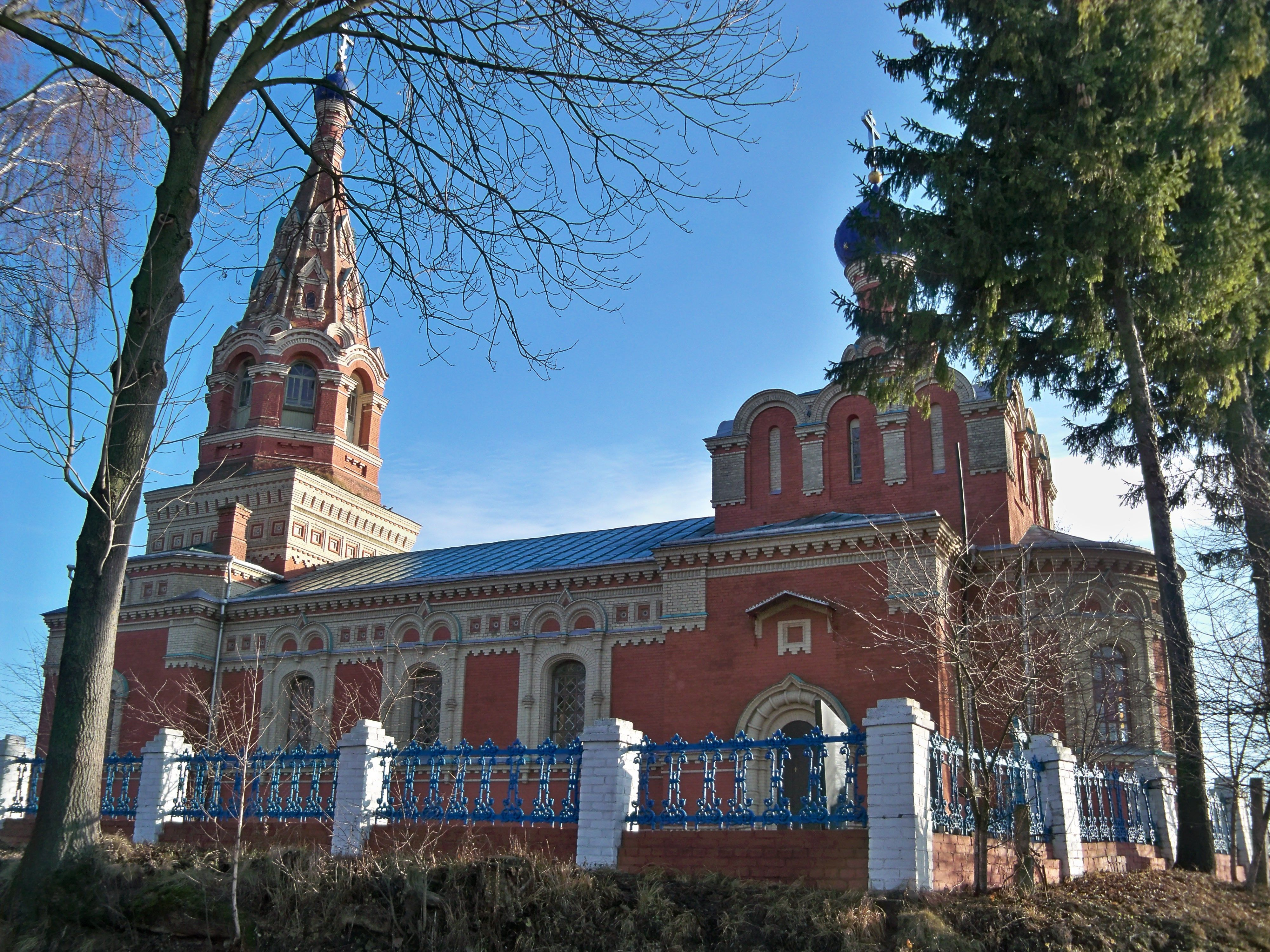
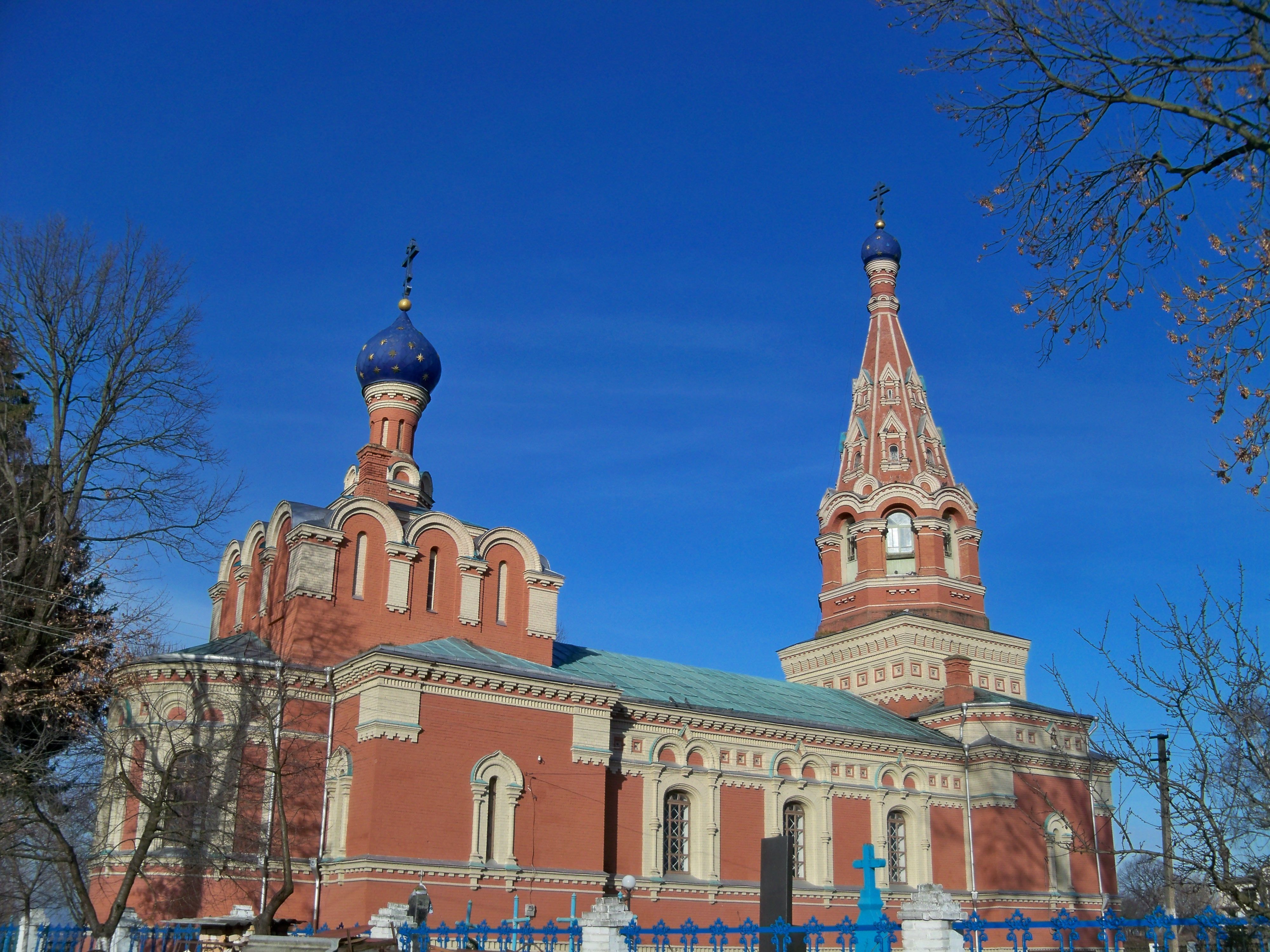